# Спірос Маркезініс
Спірі́дон «Спі́рос» Маркезі́ніс, (грец. Σπυρίδων Μαρκεζίνης; 22 квітня 1909 — 4 січня 2000) — грецький юрист, письменник і політик, багаторічний член грецького Парламенту, а також прем'єр-міністр країни за часів режиму військової хунти.

## Життєпис
1929 року отримав диплом з відзнакою з права, 1930 — з політології та економіки. Працював адвокатом. З 1936 року й до самої смерті короля Георга II (1946) був його юридичним радником. Того ж, 1946 року, був обраний депутатом. 1947 заснував невелику партію консервативної спрямованості, з того часу входив до складу кількох урядів.
Зазнавши поразки на виборах 1950, приєднався до «Грецького об'єднання» маршала Александроса Папагоса та увійшов до складу його кабінету. 1954 року вступив до конфлікту з тим же Папагосом, вийшов з уряду та сформував нову партію, проте вже 1956 року програв вибори. 1958 узяв участь у виборах у складі нової партії «Прогресивний демократичний селянський союз» та отримав 10,5% голосів. 1961 року вступив до лав «Центрального союзу», а 1964 року — до «Національного радикального союзу».
У червні 1973 лідер так званої хунти полковників Георгіос Пападопулос формально ліквідував грецьку монархію (фактично короля було вигнано невдовзі після приходу хунти до влади) й розпочав «лібералізацію» режиму. Він доручив Маркезінісу сформувати новий уряд і підготувати режим до виборів, призначених на 10 лютого 1974. Однак, в результаті бунту студентів у Політехнічній школі та подальшої політичної кризи Пападопулоса було усунуто генералом Дімітріосом Іоаннідісом. Після усунення хунти від влади Маркезиніс не переслідувався.
1979 року повернувся на політичну арену в складі відновленої партії «Прогресивний демократичний селянський союз». У 1980-их залишив політику та зайнявся написанням мемуарів.